# .mm
.mmは国別コードトップレベルドメイン（ccTLD）の一つで、ミャンマーに割り当てられている。1997年に割り当てられた。1989年以前は、ISO 3166-1によりビルマにBUのコードが割り当てられていたが、.buというccTLDが使われたことはない。
オーストラリア資本の2つの企業が運営するEagle Groupが、1997年にミャンマーで初めてインターネットに接続した。彼らはイギリスの企業Digiserveと、.mmのDomain Name Systemサービスを提供する契約を結んだ。全ての.mmのクエリは、ns1.digiserve.com及びns2.digiserveと名づけられたDigiserveの2つのDNSサーバによって処理された。1999年、Eagle Groupのサービスはミャンマー軍事政権によって閉鎖させられた。
その後、2つのサーバーはSOAに委任されてヤンゴンに置かれ、.com.mm、.net.mm、.edu.mm、org.mmのドメインがミャンマー政府によって運営された。
2002年2月、DigiServeのDNSサーバは、学生のMin Ko Naingが率いる民主化運動組織によってハッキングされた。その結果、3日間に渡り、www.gov.mmを含む全ての.mmドメインにアクセスできるようになった。2005年の初めには、ついにMPTが管理権を取り戻し、DNSサーバを交換した。
ミャンマーの企業は、Myanmar Teleport又はMyanmar Post & Telecommsに申請して、.net.mmか.com.mmのドメインを用いることができる。.edu.mm、.org.mm、.gov.mmは政府や公的機関によって用いられる。www.nic.mmやWHOISのサービスは提供されていない。
Myanmar Teleportのサービスは、ミャンマー軍事政権によって再び閉鎖させられた。現在は、政府の所有するBurma Post & Telecommsのみがミャンマーのインターネットと電子メールの全てを管理している。